# Saar-Wanderweg
Der Saar-Wanderweg führt über 260 km von der Quelle der roten Saar am Donon zur Mündung der Saar in die Mosel bei Konz. Der Weg ist mit einem blauen Andreaskreuz auf weißem Grund ausgeschildert.

## Verlauf
Der Wanderweg beginnt am Donon in den Vogesen und führt von dort an die Quelle der Roten Saar. Von hier geht es talwärts nach Abreschviller, den ersten Ort an der Saar. Nach etwa 25 km erreicht der Weg die Stadt Sarrebourg. Über Fénétrange und Sarre-Union erreicht der Weg Sarreguemines, bekannt durch die Porzellanmanufaktur, die hier bestand. Der Weg führt den Wanderer bis Grosbliederstroff an dem französischen Ufer der Saar entlang, ehe er über Alsting verlaufend die deutsch-französische Grenze passiert und Saarbrücken erreicht. Über die Spicherer Höhen, die Schauplatz der Schlacht von Spichern waren, erreicht der Wanderer die Goldene Bremm. Der Weg führt über die Höhen südlich der Saar, erreicht Völklingen und von hier das Waldgebiet des Warndt. Bei Überherrn erreicht der Weg den Saarland-Rundwanderweg, wo sich beide Wege für kurze Zeit vereinigen. Der Wanderer erreicht über Berus und Siersburg, immer den Höhen westlich der Saar folgend, beim Mettlacher Ortsteil Dreisbach die Saar. Ein kurzes Stück an der Saarschleife wandernd, steigt der Weg bergan und führt zum Aussichtspunkt Cloef, von welchem der Wanderer die Saarschleife ganz überblicken kann. Der Weg verbleibt nun auf den Höhen westlich der Saar, es bieten sich hierbei zahlreiche Blicke in das Saartal. Nun erreicht der Wanderer das Weinbaugebiet an der Saar und die Stadt Saarburg. Durch die Weinbauregion wandernd wird über Ayl die Stadt Konz erreicht, wo der Saar-Wanderweg endet.

## Sehenswertes an der Strecke
- Musée du Pays de Sarrebourg
- Chapelle des Cordeliers in Sarrebourg, Chorfenster von Marc Chagall
- Denkmäler auf den Spicherer Höhen
- Kapelle St.Oranna und Europadenkmal bei Berus
- Völklinger Hütte
- Saarburg